# Cratere Isimu
Isimu è un cratere sulla superficie di Ganimede.